# Sisophon
Sisŏphŏn (nome ufficiale Serei Saophoan), in lingua khmer:សិរីសោភ័ណ, è il capoluogo della Provincia di Banteay Meanchey, in Cambogia.
La città dista una quarantina di km dal confine con la Thailandia di Poipet-Aranyaprathet e vi convergono due strade nazionali, la NH5 e la NH6. Serei Saophoan è difficile da pronunciare, per cui il nome dell'area viene di regola semplificato in Sisophon (dalla denominazione Thai di Sri Sophon), anche nella scrittura khmer.
A seguito della decadenza dell'Impero Khmer, l'area fece per secoli parte del Siam e ritornò a far parte del territorio cambogiano, a quell'epoca protettorato francese, con il Trattato Franco-Siamese del 1907. La provincia attuale fu creata nel 1986, mentre in precedenza faceva parte amministrativamente della Provincia di Battambang.
Circa 60 km a nord di Sisophon si trovano le rovine del grande complesso khmer di Banteay Chhmar.